# Pryszczarkowate
Pryszczarkowate, pryszczarki (Cecidomyiidae) – duża rodzina owadów z rzędu muchówek. Występują pospolicie we wszystkich środowiskach lądowych.
Są to niewielkie owady (1,5–3,5 mm długości) o delikatnej budowie, często z czerwonawym odwłokiem. Czułki długie, często pokryte szczecinkami. Skrzydła szerokie, o silnie zredukowanym użyłkowaniu, zwykle żółtym, pomarańczowym lub czerwonawym.
Larwy, często jaskrawo ubarwione, są drapieżne lub roślinożerne, wysysające soki z roślin powodując ich usychanie lub żywią się strzępkami grzybni. Niektóre są groźnymi szkodnikami upraw zbóż i warzyw, inne żerują na drzewach iglastych lub liściastych, a skutkiem ich działania jest powstawanie narośli (galasów) lub schnięcie rośliny.

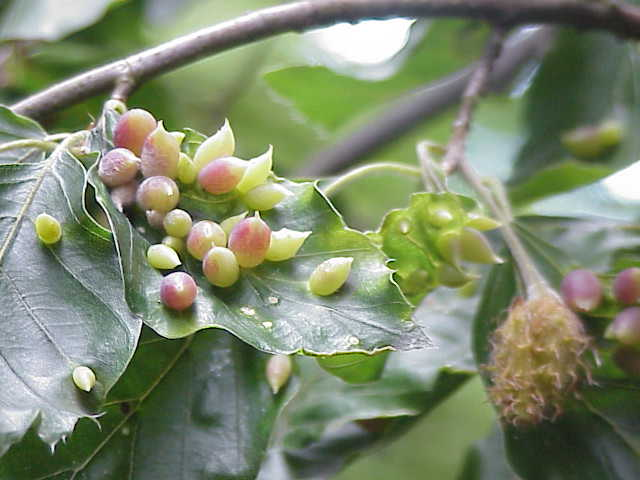
Galasy garnusznicy bukowej (Mikiola fagi)

Larwy niektórych pryszczarkowatych są drapieżnikami mszyc i koliszków.
Są też takie, u których zachodzi pedogeneza.
Osobniki dorosłe żyją bardzo krótko.
Do rodziny należy ponad 5,7 tys. gatunków, z czego w Polsce wykazano 464.